# Georges Franceschetti
Pour les articles homonymes, voir Franceschetti.
Georges Franceschetti est un footballeur français né le 16 mars 1948 à Bastia (Corse). Il évoluait comme milieu de terrain.

## Biographie
Il a fait carrière essentiellement au SEC Bastia, club dont il a été le capitaine et avec lequel il a été en finale de la Coupe de France en 1972. 
Il a également joué à l'Olympique de Marseille, de 1972 à 1974.

## Palmarès
- Finaliste de la Coupe de France en 1972 avec le SEC Bastia.Il été également finaliste de la coupe de l’UEFA en 1978